# ジェイク・カスダン
ジェイコブ・"ジェイク"・カスダン（Jacob "Jake" Kasdan, 1974年10月28日 - ）はアメリカ合衆国の映画監督、俳優。映画監督のローレンス・カスダンは父。シンガー・ソングライターのイナラ・ジョージ（ザ・バード・アンド・ザ・ビー）は妻。

## 来歴
1974年にローレンス・カスダンと妻メグの息子として、世俗的なユダヤ人家庭に生まれる。両親は映画監督・脚本家として活動しており、ジェイクと弟ジョナサン・カスダンも同様に映画業界へ進み、監督・脚本家・俳優として活動している。子供のころには、父の映画『再会の時』『シルバラード』に出演している。
1998年にサスペンス映画『ゼロ・エフェクト』で監督デビュー。数本の映画監督を務めた他、ジャド・アパトーと共にテレビシリーズ『フリークス学園』ではプロデューサーと数エピソードを手がけ、『Undeclared』では監督を務めた。また、舞台でも監督を多数務めている。
2002年にはジャック・ブラック、コリン・ハンクス主演のコメディ『オレンジカウンティ』を監督。2006年の『The TV Set』ではデイヴィッド・ドゥカヴニー、シガニー・ウィーバーを主演に迎え、高い評価を得た。2007年には『ウォーク・ハード ロックへの階段』が公開された。2015年にロブ・ロウ主演のテレビシリーズ『The Grinder』の監督を務めた。

## 主な作品

### 監督作品

#### 映画
- ゼロ・エフェクト（英語版）（1998年） - 監督、プロデューサー、脚本、出演
- オレンジカウンティ（英語版）（2002年） - 監督
- The TV Set（英語版）（1998年） - 監督、製作、脚本
- ウォーク・ハード ロックへの階段（2007年） - 監督、製作、脚本
- Shades of Ray（英語版）（2008年） - 製作、出演
- バッド・ティーチャー（2011年） - 監督、製作総指揮
- Friends with Kids（英語版）（2011年） - 製作
- SEXテープ（2014年） - 監督
- ジュマンジ/ウェルカム・トゥ・ジャングル（2017年） - 監督
- ジュマンジ/ネクスト・レベル（2019年） - 監督、脚本
- レッド・ワン Red One (2024年) - 監督・製作

#### テレビシリーズ
- フリークス学園（1999年-2000年） - 監督、製作
- Grosse Pointe（英語版）（2001年） - 監督
- Undeclared（英語版）（2001年） - 監督
- Cracking Up（英語版）（2006年） - 監督
- カリフォルニケーション（2008年） - 監督
- Spring/Fall（2011年） - 監督
- New Girl / ダサかわ女子と三銃士（2011年-） - 監督、製作総指揮
- Ben and Kate（英語版）（2012年-2013年） - 監督、製作
- Weird Loners（英語版）（2015年） - 監督、製作
- フアン家のアメリカ開拓記（2015年-） - 監督、製作
- The Grinder（英語版）（2015年-） - 監督、製作

### 出演作品
- 再会の時（1983年）
- シルバラード（1985年） - 少年
- 偶然の旅行者（1989年） - スコット・キャンフィールド